# Kabelbaan van Valkenburg
De kabelbaan van Valkenburg is een stoeltjeslift in de gemeente Valkenburg a/d Geul, gelegen aan de Neerhem 44. Hier is ook het loket voor kaartverkoop gevestigd. Naast het bovenstation lag een 30 meter hoge uitkijktoren, welke in 2025 instortte.

## Geschiedenis
Nadat in 1951 door oprichter Geenen, toenmalig eigenaar van het kasteel Schaloen, de eerste plannen gemaakt waren voor zowel een kabelbaan als een ondergronds Panorama in een van de grotten van oud Valkenburg, werd de kabelbaan uiteindelijk in 1953 aangelegd.

Het startpunt van de kabelbaan zou komen aan de Oudvalkenburgerweg bij de Wilhelminagroeve en het eindpunt 80 meter hoger bij de in 1906 gebouwde Wilhelminatoren

Enkele weken na de opening kwamen echter ernstige gebreken aan het licht en moest de kabelbaan worden afgebroken. Het bleek dat tweedehands materiaal was gebruikt, waaronder wielen van oude Amerikaanse tanks.

De kabelbaan werd opnieuw opgebouwd, door het Oostenrijks/Zwitserse bedrijf Doppelmayr. 
Door de jaren heen werden nabij de kabelbaan, bij en in de Wilhelminagroeve (die onder de kabelbaan, de Wilhelminatoren en onder de Heunsberg aan de noordelijke rand van het Plateau van Margraten in de overgang naar het Geuldal ligt), meerdere attracties bijgebouwd en werd het geheel een attractiepark met de naam A GoGo. 
Anno 2022 is de kabelbaan onderdeel van Attractiepark Kabelbaan Valkenburg, dat onder meer een rodelbaan, midgetgolf en de Wilhelminatoren omvat.
De Wilhelminatoren stortte in maart 2025 in.

## Galerij

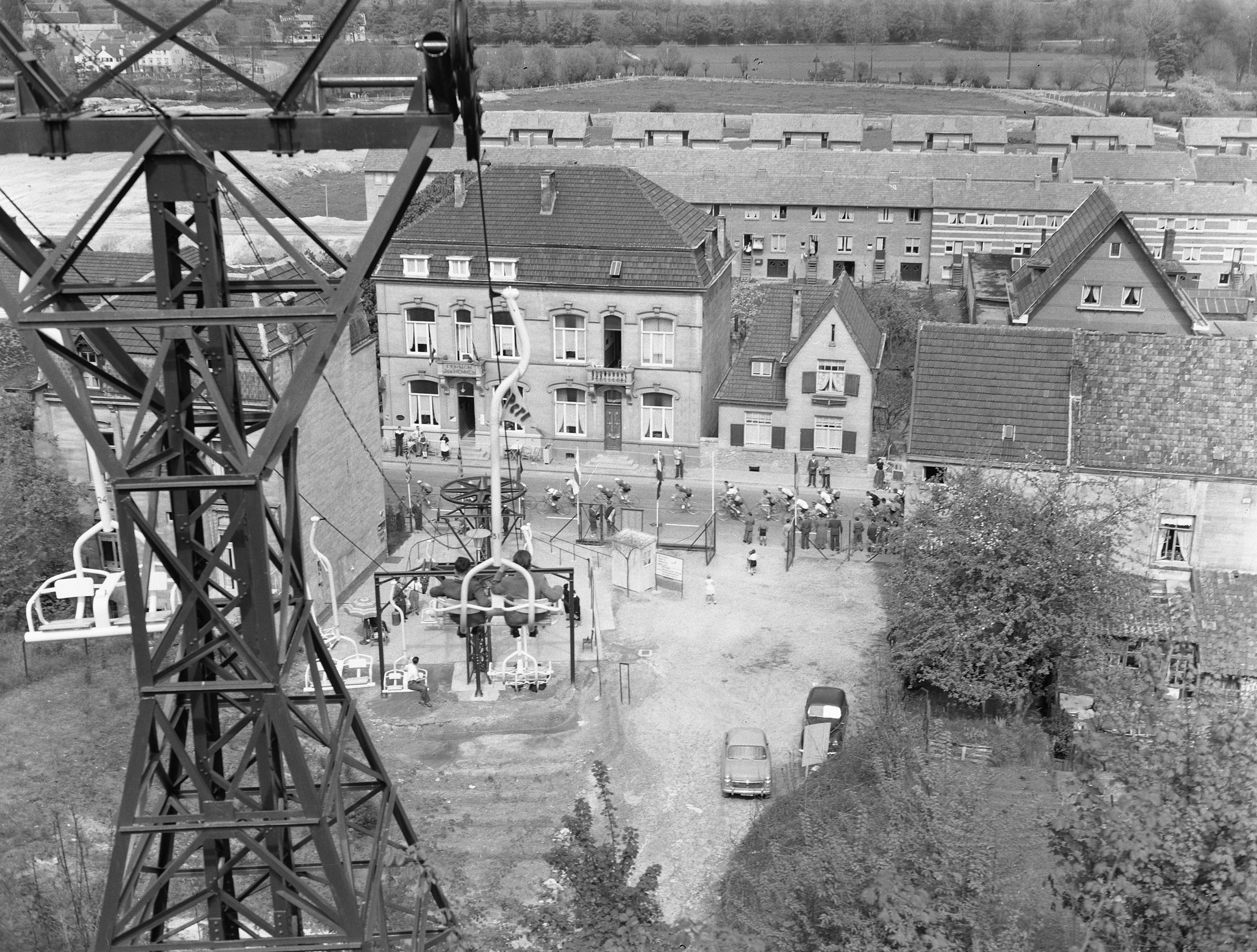
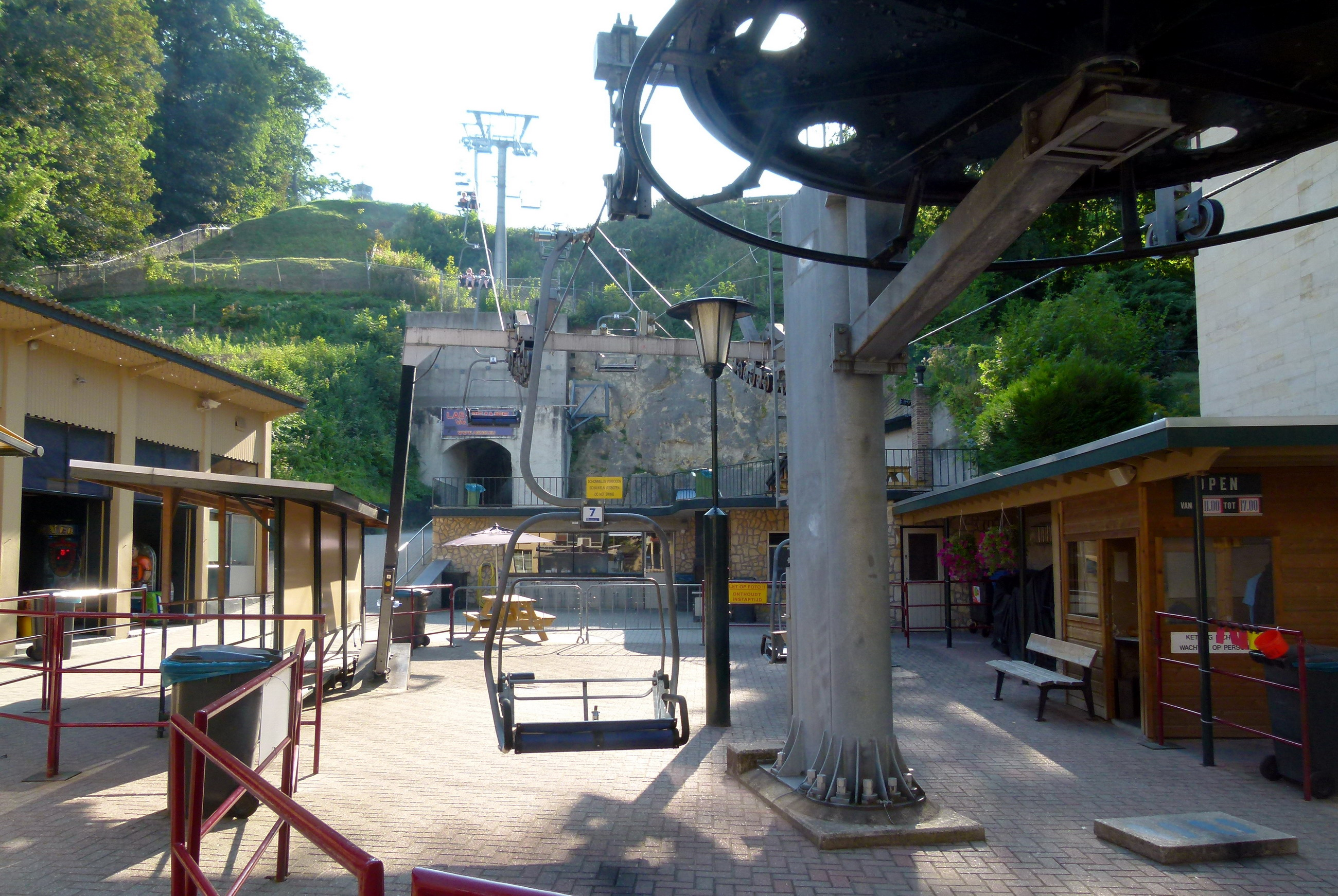
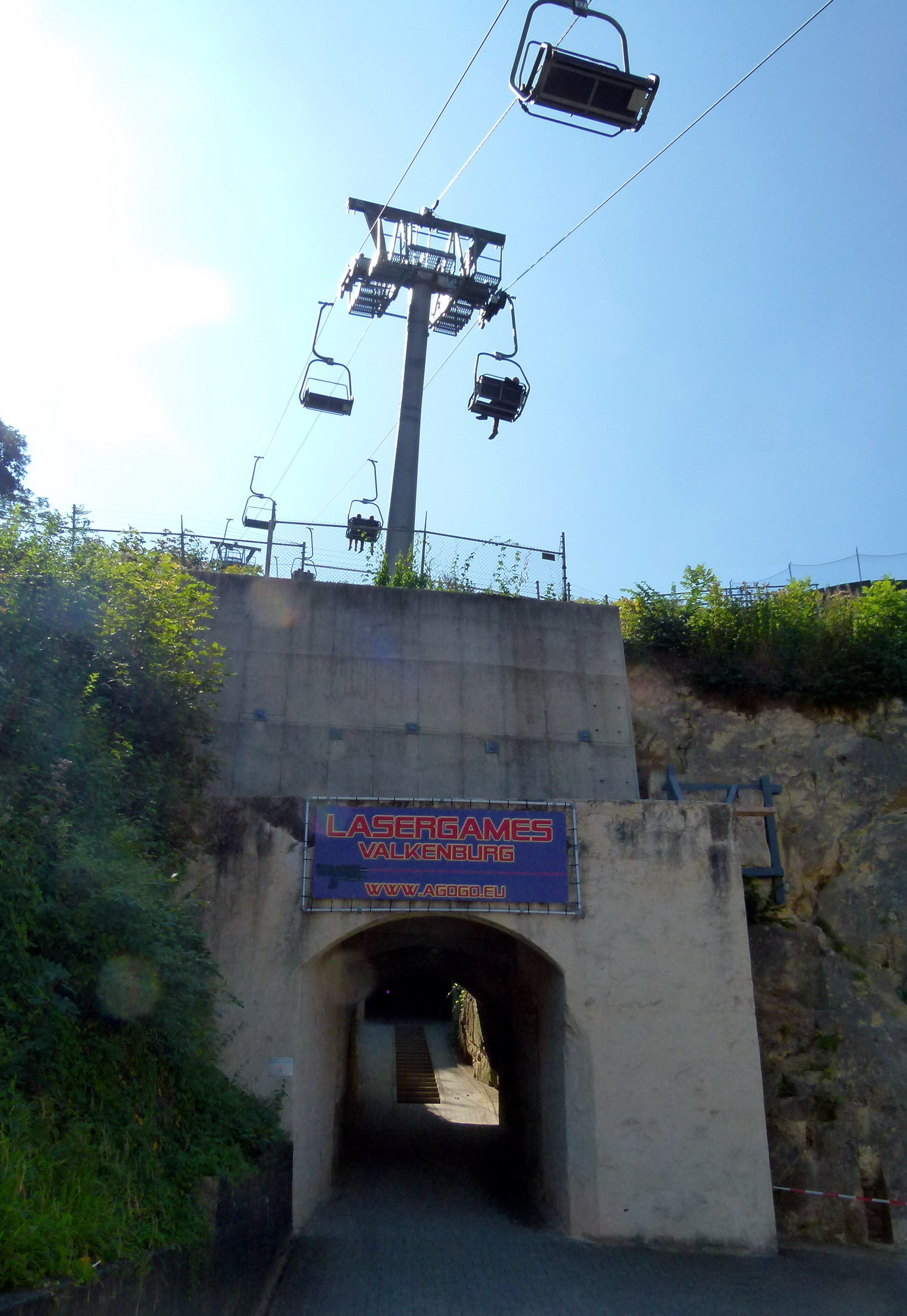